# Madain Saleh
Madain Saleh (arabiska: مدائن صالح ), även kallad Al-Hijr ("klippiga platsen"), är en forntida stad i norra Hijaz, Saudiarabien, omkring 22 km från oasstaden med röda klippor Al-`Ula (arabiska: العلا) och i forntiden känd som Hegra.
På Ptolemaios tid, beboddes staden av thamudéer och nabatéer och kallades Egra (eller Hegra) och var huvudstation för handeln med guld och rökelse. I sandstensklipporna finns ett hundratal gravkamrar med inskrifter.
Några av inskriptionerna funna i området daterar sig till första millenniet f.Kr. Dock är alla kvarvarande arkitektoniska element från tiden för thamudéernas och nabatéernas civilisationer, mellan det andra århundradet f. Kr. och andra århundradet e.Kr.
2008 blev Madain Saleh Saudiarabiens första världsarv